# Cephalorhyncha
Cephalorhyncha, koljeno morskih životinja životinja kojemu pripadaju bodljoglavci (Kinorhyncha), četkoglavci (Loricifera) i valjčari (Priapulida), dio su monofiletičke skupine Ecdysozoa i pripadaju u prvouste (protostomia).